# Freeklane
Freeklane est un groupe algérien. Le groupe se forme en 2008 à Alger. Le groupe s'identifie « à la variété nord-africaine, puisqu'on fait un peu de tout, tout ce qui est algérien tout d'abord. On peut trouver du raï, du chaâbi, du gnawa aussi, des rythmes africains, il y a également aussi des nuances et des rythmes un peu occidentaux et ceci renvoie aux envies de chacun, dans sa façon libre de s'exprimer musicalement ».
Le groupe a voulu rendre hommage à la femme algérienne qui constitue le pilier de la société algérienne: « On a voulu symboliser la femme algérienne en lui donnant une image d'une femme qui a épaulé le peuple algérien ou l'homme algérien à travers le temps avant la révolution, pendant la révolution et jusqu'à nos jours. On voulait lui rendre hommage et dire que c'est une princesse la femme algérienne, car elle a toujours été là pour l'homme algérien »,.
Le nom du groupe provient de Free signifiant libre en anglais, et Iklanes signifiant les esclaves en berbère,.
Le groupe sort en 2013 un album intitulé Lalla Mira. En 2014, le groupe collabore avec le musicien brésilien Marcio Faraco.
En 2018, le nom Freeklane devient Chemsou Freeklane.

## Membres
Membres actuels
- Saiid (guitare)
- Chemsou (chant)
- Youces (basse)
- Ysn (batterie)
- Nazim (guitare)